# Persone di nome Roberto/Nobili
| Questa pagina contiene informazioni ricavate automaticamente dalle voci biografiche con l'ausilio del template Bio e di un bot. L'aggiornamento è periodico e automatico e ricostruisce completamente la pagina. Se manca una persona in questa lista, sei pregato di non aggiungerla, ma accertati piuttosto che la sua voce biografica contenga il template Bio e che i dati anagrafici siano correttamente compilati. Se il template Bio manca, inseriscilo tu stesso o, in alternativa, metti l'avviso {{tmp\|Bio}} che ne segnala la mancanza. Se i dati riportati sono sbagliati, correggi direttamente la voce biografica; le modifiche saranno visibili in questa lista entro pochi giorni. Per chiarimenti vedi il progetto biografie. La lista contiene solo le 65 persone che sono citate nell'enciclopedia e per le quali è stato implementato correttamente il template Bio. Pagina aggiornata al 8 giu 2024. |

Questa è una lista di persone presenti nell'enciclopedia che hanno il prenome Roberto e sono nobili.

## A(3)
- Roberto di Perche, conte francese (n. 1344 - † 1377)
- Roberto Alidosi, nobile e militare italiano (Imola, † 1362)
- Roberto d'Altemps, I duca di Gallese, nobile italiano (Roma, n. 1566 - Roma, † 1586)

## C(1)
- Roberto di Courtenay, nobile francese († 1239)

## D(9)
- Roberto De Russa, nobile italiano (Normandia - Contado di Molise)
- Roberto Scalio, nobile (n. 1068 - † 1110)
- Roberto d'Embrun, nobile († 1100)
- Roberto del Palatinato-Veldenz, nobile tedesco (Zweibrücken, n. 1506 - Rocca di Gräfenstein, † 1544)
- Roberto Ugo di Borbone-Parma, nobile austriaco (Weilburg, n. 1909 - Vienna, † 1974)
- Roberto di Clermont, conte (n. 1256 - † 1317)
- Roberto II di Hesbaye, nobile franco (n. 770 - † 807)
- Roberto III di Hesbaye, conte († 834)
- Roberto di Mowbray, nobile normanno (St Albans, † 1125)

## F(1)
- Roberto I di Fiandra, conte fiammingo (Castello di Wynendaele, † 1093)

## N(1)
- Roberto di Namur, nobile olandese (n. 1323 - † 1391)

## O(2)
- Roberto d'Orléans, nobile e militare francese (Parigi, n. 1840 - Saint-Firmin, † 1910)
- Roberto Orsini, nobile e condottiero italiano (Pacentro - Montepulciano, † 1479)

## R(43)
- Roberto I d'Alençon, nobile francese († 1217)
- Roberto I d'Alvernia, conte
- Roberto I d'Artois, conte (n. 1216 - Mansura, † 1250)
- Roberto I di Bar, nobile francese (n. 1344 - † 1411)
- Roberto I di Bassavilla, nobile normanno
- Roberto I di Borgogna, conte (Fleurey-sur-Ouche, † 1076)
- Roberto I di Clermont, conte
- Roberto I di Hesbaye, nobile franco (n. 697 - † 748)
- Roberto I di Namur, nobile francese
- Roberto I di Normandia, nobile (Normandia - Nicea, † 1035)
- Roberto I di Troyes, conte († 886)
- Roberto II d'Alvernia, conte († 1096)
- Roberto II d'Artois, conte (Mansura, n. 1250 - Courtrai, † 1302)
- Roberto II del Palatinato, nobile (Amberg, n. 1325 - Amberg, † 1398)
- Roberto II delfino d'Alvernia, nobile francese († 1262)
- Roberto II di Bellême, nobile francese
- Roberto II di Borgogna, duca (n. 1248 - Vernon-sur-Seine, † 1306)
- Roberto II di Clermont, nobile
- Roberto II di Loritello, conte
- Roberto II di Namur, nobile francese
- Roberto II di Normandia, duca normanna (Normandia - Castello di Cardiff, † 1134)
- Roberto III d'Alvernia, conte († 1145)
- Roberto III d'Artois, nobile francese (n. 1287 - Londra, † 1342)
- Roberto III delfino d'Alvernia, nobile francese († 1282)
- Roberto III di Dreux, nobile francese (n. 1185 - Braine, † 1234)
- Roberto III di Fiandra, conte (n. 1249 - Ypres, † 1322)
- Roberto III di Loritello, conte normanno († 1182)
- Roberto IV d'Alvernia, conte († 1194)
- Roberto IV delfino d'Alvernia, nobile francese († 1324)
- Roberto V d'Alvernia, conte († 1277)
- Roberto VI d'Alvernia, conte († 1317)
- Roberto VII d'Alvernia, conte († 1325)
- Roberto conte di Namur, nobile francese
- Roberto d'Évreux, nobile normanno (Normandia - † 1037)
- Roberto di Alife, nobile normanno († 1115)
- Roberto di Beaumont, II conte di Leicester, nobile britannico (n. 1104 - Brackley, † 1168)
- Roberto di Blois, conte († 902)
- Roberto di Borgogna, conte (n. 1300 - Parigi, † 1317)
- Roberto di Conversano, conte († 1113)
- Roberto di Montescaglioso, conte († 1080)
- Roberto di Mortain, conte (Normandia - Normandia, † 1090)
- Roberto di Vermandois, conte († 966)
- Roberto il Forte, nobile franco (Brissarthe, † 866)

## S(4)
- Roberto Sanseverino d'Aragona, nobile e condottiero italiano (n. 1418 - Calliano, † 1487)
- Roberto II Sanseverino, nobile italiano (Salerno, n. 1485 - Agropoli, † 1508)
- Roberto Sanseverino, nobile e condottiero italiano († 1474)
- Roberto Stuart, nobile scozzese (n. 1339 - † 1420)

## W(1)
- Roberto I del Palatinato, conte (Wolfratshausen, n. 1309 - Neustadt an der Weinstraße, † 1390)